# Gairloch

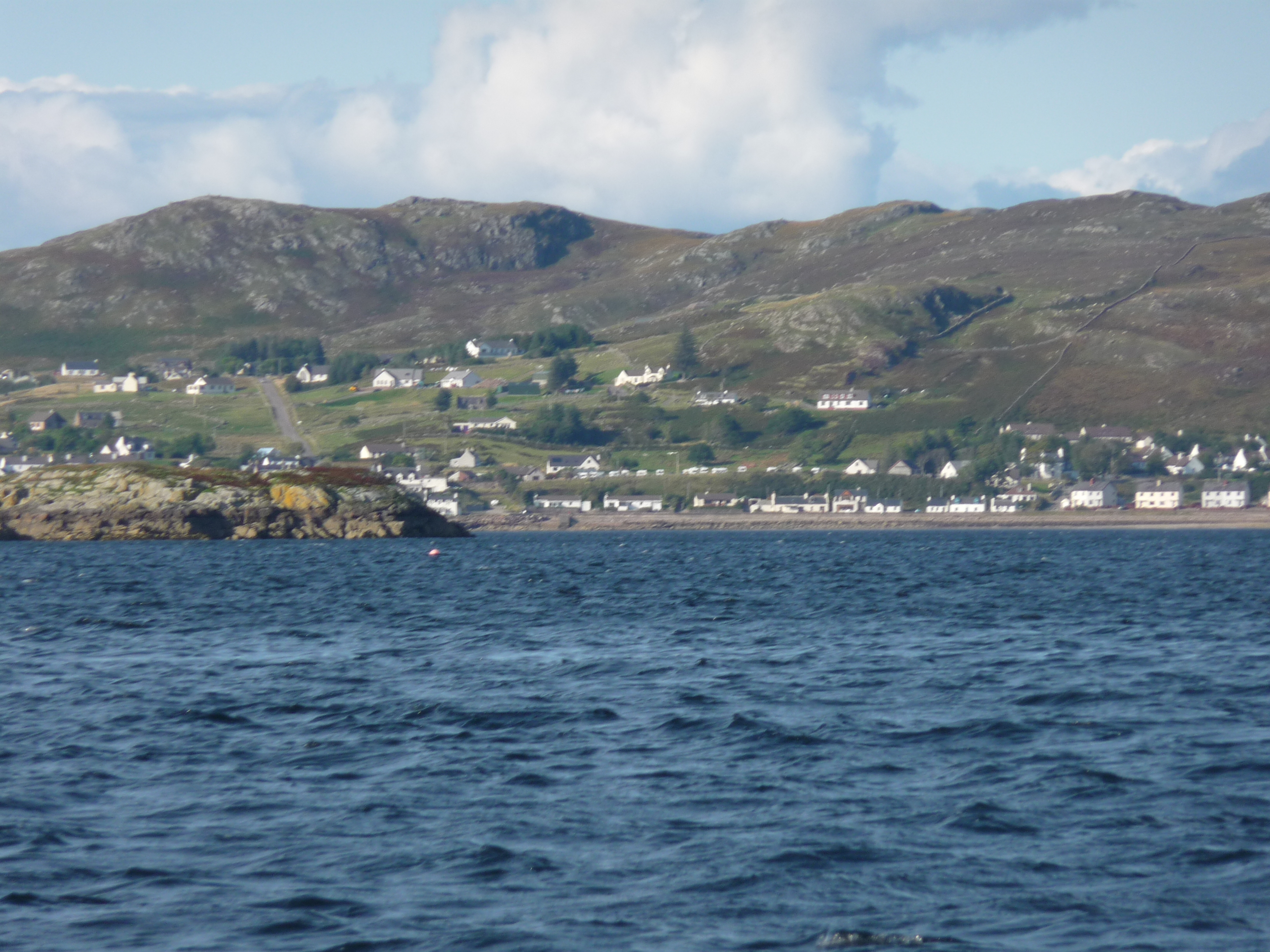
Vista del poble

Gairloch (en gaèlic escocès: Geàrrloch) és un llogaret i parròquia civil situada a les ribes del llac Gairloch en la costa nord-oest del consell unitari de Highland a Escòcia, Regne Unit. Gairloch és una popular destinació turística en els mesos d'estiu i té un camp de golf, un petit museu, diversos hotels, un centre comunitari, un centre d'oci amb instal·lacions esportives, una estació de ràdio local, platges i muntanyes properes.
La parròquia de Gairloch s'estén sobre una àrea molt més àmplia, incloent els pobles de Poolewe i Kinlochewe, i tenia l'any 2001 una població de 2.289 habitants. L'estació de tren més propera es troba en Achnasheen. L'aeroport més proper en terra ferma es troba en Inverness.